# Smith & Wesson Bodyguard 380
Smith & Wesson Bodyguard 380 — компактний самозарядний пістолет виробництва компанії Smith & Wesson під набій .380 ACP cartridge.

## Конструкція
Рамка пістолета Bodyguard 380 зроблена з полімеру, а ствол, затвор та внутрішні частини зроблені зі сталі.  Ударно-спусковий механізм лише подвійної дії.  Перші версії Bodyguard 380 мали вмонтований лазерний приціл INSIGHT.. Останні версії доступні без лазерного прицілу або з вмонтованим лазерним прицілом Crimson Trace.
Конструкція має різні деталі, які мають великі пістолети, в тому числі лазерний цілевказівник 'INSIGHT', запобіжник та ствольна затримка на рамці. Через ці додаткові деталі зростає базова вартість, у порівнянні зі зброєю такого самого розміру та калібру.  Проте, нові версії лінійки M&P без лазерного прицілу та без запобіжника мають нижчу ціну.

## M&P Bodyguard
В 2014 році компанія Smith & Wesson представила M&P Bodyguard 380 для заміни Bodyguard 380. M&P Bodyguard функціонально ідентичний до попередника, але тепер він є частиною лінійки пістолетів Smith & Wesson M&P. Перший M&P під брендом Bodyguard не має внутрішнього лазерного прицілу, як на попередніх пістолетах.   Друга версія M&P Bodyguard знов отримала лазерний приціл, але замість Insight, приціл був виробництва Crimson Trace, а кнопка стала червоною, крім того покращено затвор та щічки руків'я.   На відміну від інших пістолетів M&P, УСМ пістолета M&P Bodyguard не ударниковий. Він традиційний курковий лише подвійної дії. Пістолет призначений для самозахисту, прихованого носіння або в якості "резервної" службової зброї.